# Lipaugus lanioides
A Lipaugus lanioides a madarak osztályának verébalakúak (Passeriformes) rendjébe és a kotingafélék (Cotingidae) családjába tartozó faj.

## Rendszerezése
A fajt René Primevère Lesson francia ornitológus írta le 1844-ben, a Turdampelis nembe Turdampelis lanioides néven.

## Előfordulása
Brazília  délkeleti részén honos. Természetes élőhelyei a szubtrópusi vagy trópusi síkvidéki és hegyi esőerdők.

## Megjelenése
Testhossza 27-28 centiméter, testtömege 85-110 gramm.

## Életmódja
Gyümölcsökkel és nagyobb rovarokkal táplálkozik.

## Természetvédelmi helyzete
Az elterjedési területe nagy, egyedszáma 6700 körüli és csökken. A Természetvédelmi Világszövetség Vörös listáján mérsékelten fenyegetett fajként szerepel.